# Isabelle Aubret

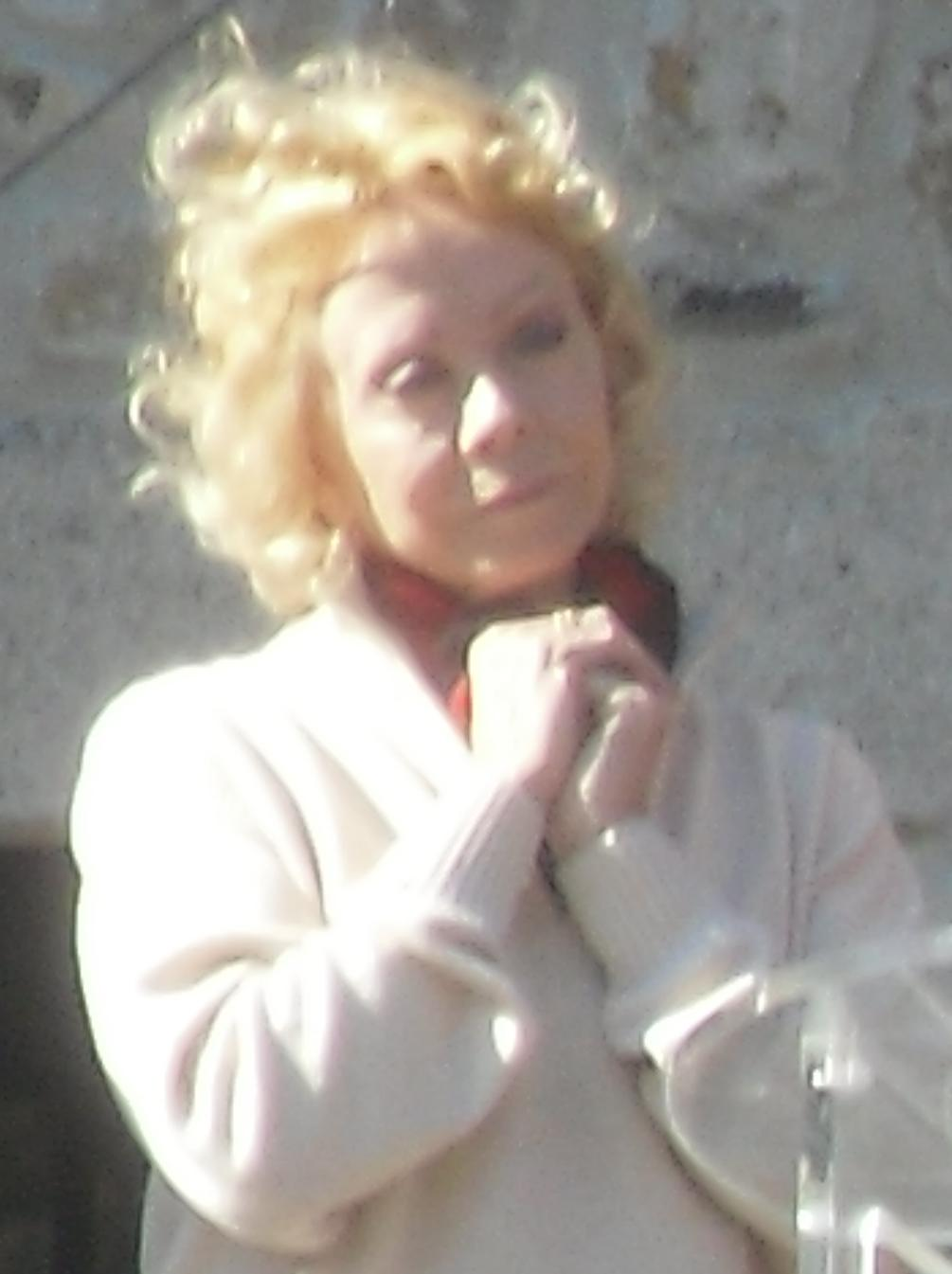
Isabelle Aubret

Isabelle Aubret (Lille, 27 de Julho de 1938) é uma cantora francesa.

## Música
Aubret venceu o Festival Eurovisão da Canção 1962 representando a França, com a canção Un premier amour (Um primeiro amor), com música de Claude-Henri Vic e letra de Roland Stephane Valade.
Em 1968, Isabelle Aubret regressou à Eurovisão com a canção La source  (A fonte) com música composta por Daniel Faure e letra de Henri Dijan e Guy Bonnet. Esta canção quedou-se pelo 3º lugar da classificação final.

## Biografia
Nascida como Thérèse Coquerelle em Lille, França, ela ganhou o Festival Eurovisão da Canção em 1962 representando a França e cantando " Un premier amour " ("Um primeiro amor"), com música composta por Claude-Henri Vic e letra de Roland Stéphane Valade. Em 1968, ela voltou ao concurso, novamente representando a França, terminando em terceiro lugar, e cantando " La source " ("The Spring/Fountain") com música de Daniel Faure e letra de Henri Dijan, e Guy Bonnet.
Aubret participou das eliminatórias francesas da Eurovisão em outros anos. Sua primeira tentativa foi em 1961 com a música "Le gars de n'importe où". Ela foi premiada em segundo lugar. [2] Outro vice-campeonato veio do caminho de Aubret em 1970, quando ela se juntou a Daniel Beretta para a música "Olivier, Olivia". Ela não teve tanto sucesso com seu esforço de 1976, "Je te connais déjà", que terminou em sexto de sete músicas na segunda semifinal. Seu último desafio para a Eurovisão foi em 1983 com o patriota "France, France", que a levou ao terceiro lugar. 
Aubret e o compositor francês Michel Colombier produziram a canção "C'est comme que les Choses Arrivent" para o filme de Jean-Pierre Melville , Un Flic , de 1972 . [3]

## Vida pessoal

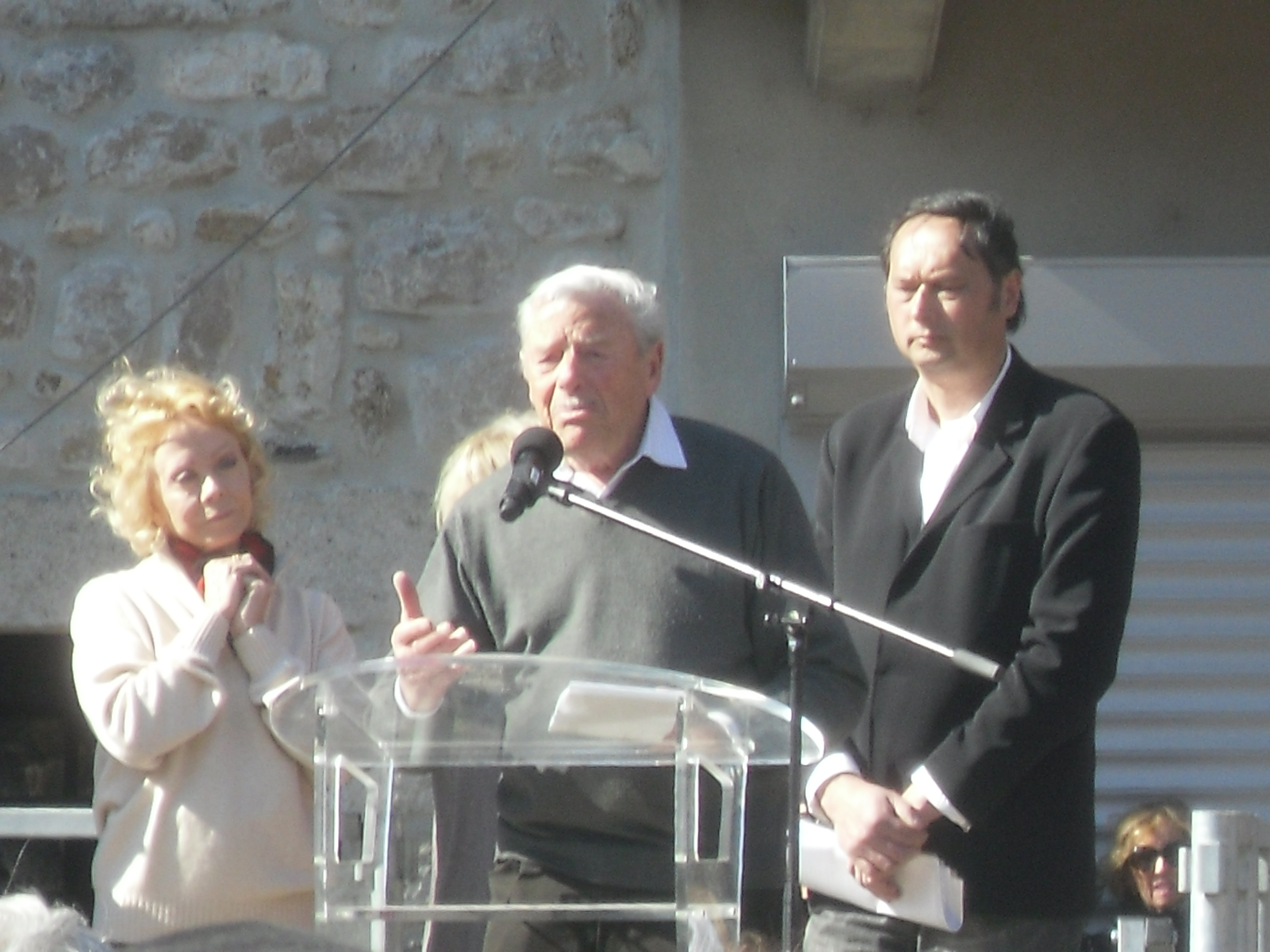
Isabelle Aubret, Pierre Tenenbaum (frère aîné) et Michel Pesenti (maire), lors des obsèques de Jean Ferrat le 16 Mars 2010 à Antraïgues-sur-Volane

Isabelle é a quinta de onze filhos. Seu pai era capataz em uma fiação; sua mãe, de origem ucraniana, era dona de casa.
Ela é casada com Gérard Meys.
Em 2001, ela comemorou seus quarenta anos de carreira dando uma série de shows em Bobino.
Em 1952, aos quatorze anos, abandonou a escola e foi contratada como bobinadeira na fábrica Lemaire-Destombes em Saint-André, onde seu pai trabalhava. Alguns anos depois, voltou a esta fiação para cantar no teatro da casa de sua família, como parte de um programa de rádio. Ela continuou a ter aulas de teatro e dança clássica. No mesmo ano, ela ganhou o Campeonato Francês de Ginástica.
Ao mesmo tempo, ela participou de competições locais de canto. Seu professor de teatro a apresentou ao diretor de uma estação de rádio de Lille e ela subiu ao palco pela primeira vez. Cantou em ensembles e em 1956, aos 18 anos, integrou uma orquestra em Le Havre.
Em 1960, ela ganhou um concurso de canto, organizado no Olympia. Ela foi notada pelo diretor da sala, Bruno Coquatrix.

### Acidente
Em 1963, ela foi abordada pelo diretor Jacques Demy e pelo músico Michel Legrand para o papel principal do filme " Les Parapluie de Cherbourg ". Mas ela foi vítima de um grave acidente de carro, seu carro derrapou em uma curva. Houve um morto, André Duclos, 33, e três gravemente feridos, incluindo o pianista Serge Sentis. Hospitalizada em Autun, Isabelle passou por várias operações e teve uma longa reabilitação pela frente.

### Segundo acidente
Em 1981, Isabelle sofreu outro acidente. Ela estava ensaiando um número de trapézio voador para a gala Union des artistes , com seu parceiro, o boxeador Jean-Claude Bouttier, quando caiu. Ela quebrou as duas pernas e permaneceu inválida por um longo tempo. Eventualmente, seriam necessários dois longos anos de reabilitação para recuperar o uso das pernas e voltar a andar.

## Discografia

### Álbuns
- 1966 : Les Chansons françaises
- 1967 : Isabelle Aubret - Polydor
- 1968 : La Source
- 1969 : Isabelle Aubret - Barclay
- 1969 : Un piano blanc - Disques Meys
- 1970 : C'est beau la vie - Philips
- 1970 : Olivier Olivia, Tout ce que j'aime - Disques Meys
- 1971 : Casa Forte - Disques Meys
- 1973 : Les Classiques de la chanson
- 1974 : Isabelle Aubret - Disques Meys
- 1975 : La femme est l'avenir de l'homme
- 1975 : Isabelle Aubret chante Jacques Brel
- 1976 : Chansonnettes
- 1977 : Isabelle Aubret chante Anne Sylvestre
- 1977 : Berceuse pour une femme
- 1978 : L'Amour Aragon
- 1979 : Une vie
- 1981 : Liberté
- 1984 : Le monde chante
- 1986 : 1789 - Beyrouth
- 1987 : Vague à l'homme
- 1989 : 1989
- 1990 : Vivre en flèche
- 1990 : Chansonnettes et chansons
- 1991 : In love
- 1992 : Coups de cœur
- 1992 : Isabelle Aubret chante Aragon
- 1993 : Isabelle Aubret chante Ferrat
- 1993 : C'est le bonheur
- 1995 : Isabelle Aubret chante Brel - nouvelle version
- 1997 : Isabelle Aubret chante pour les petits et les grands
- 1997 : Changer le monde - titré Des mots au Québec
- 1999 : Parisabelle
- 2001 : Le Paradis des musiciens
- 2002 : Cosette et Jean Valjean
- 2006 : 2006 (La Guitare de Jérémie)
- 2011 : Isabelle Aubret chante Ferrat - coffret constitué de trois CD et d'un DVD
- 2012 : L'Arche de Noël
- 2016 : Allons enfants

### Álbuns ao vivo
- 1990 : Allez allez la vie - en concert
- 2001 : Bobino 2001 - en concert
- 2011 : Isabelle Aubret Palais des Sports 2011 - DVD et double CD
- 2017 : Dernier rendez-vous - DVD et double CD de l'Olympia 2016

### Compilações
- 1973 : Grands succès - Volumes 1 et 2 - Disques Meys
- 1981 : Isabelle Aubret - Kébec-Disc - paru au Québec seulement
- 1983 : Disque d'or
- 1988 : Collection Expression
- 1995 : Elle vous aime
- 2005 : Les Indispensables
- 2009 : Ses plus belles chansons